# Zagăr, Mureș
Zagăr, mai demult Zagar (în maghiară Zágor, în germană Rode, Roden, Roth) este satul de reședință al comunei cu același nume din județul Mureș, Transilvania, România.

## Istoric
Satul Zagăr este atestat documentar în anul 1412 cu numele Zagor.

## Localizare
Localitatea este situată pe râul Domald, afluent al râul Târnava Mică, pe drumul județean Ungheni - Zagăr - Dumbrăveni, drum care leagă cele două Târnave.

## Obiective turistice
- Cetate săsească (reconstruită în jurul anului 1640). În cetate se găsește o biserică evanghelică-luterană.

## Vezi și
- Biserica fortificată din Zagăr

## Galerie de imagini

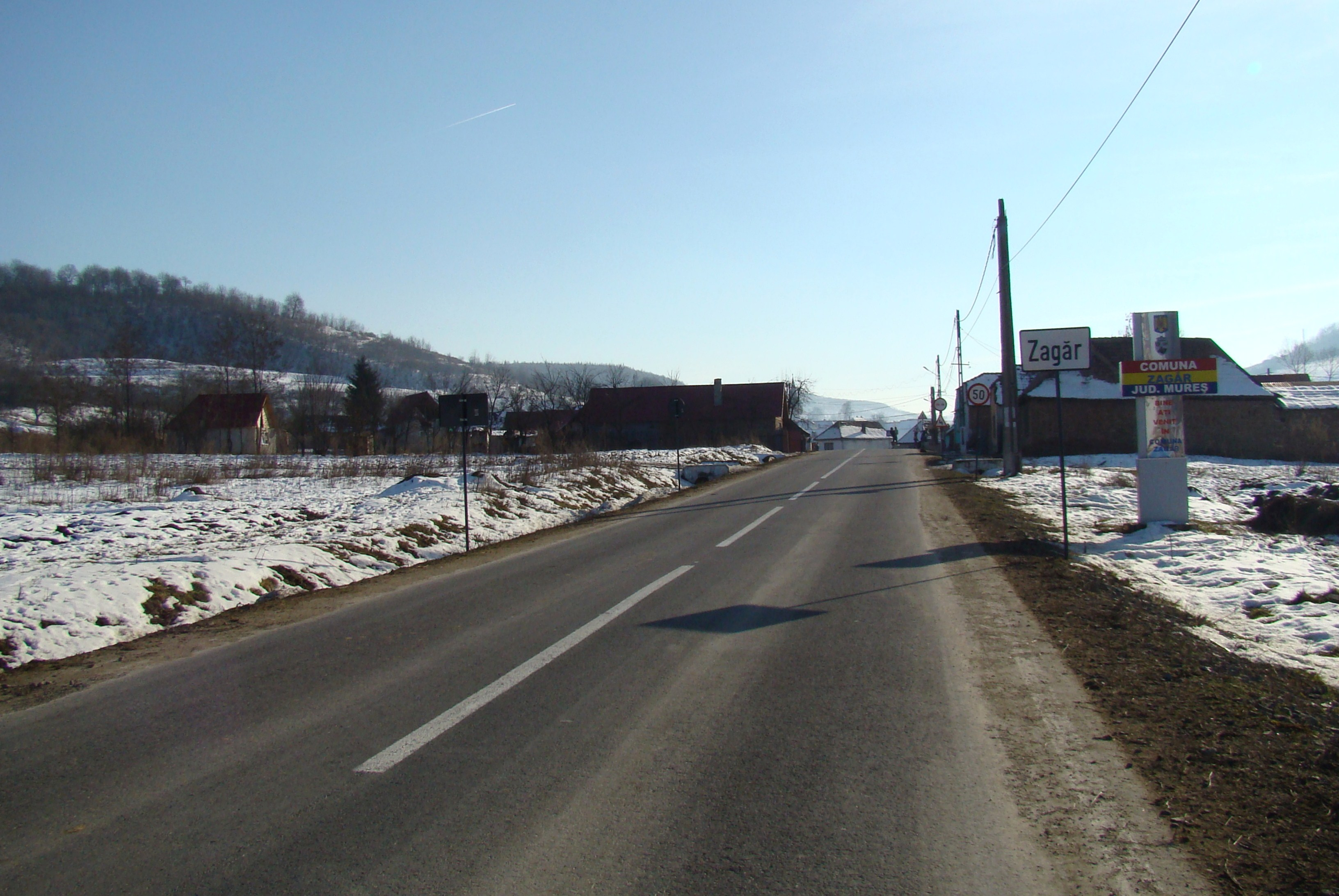
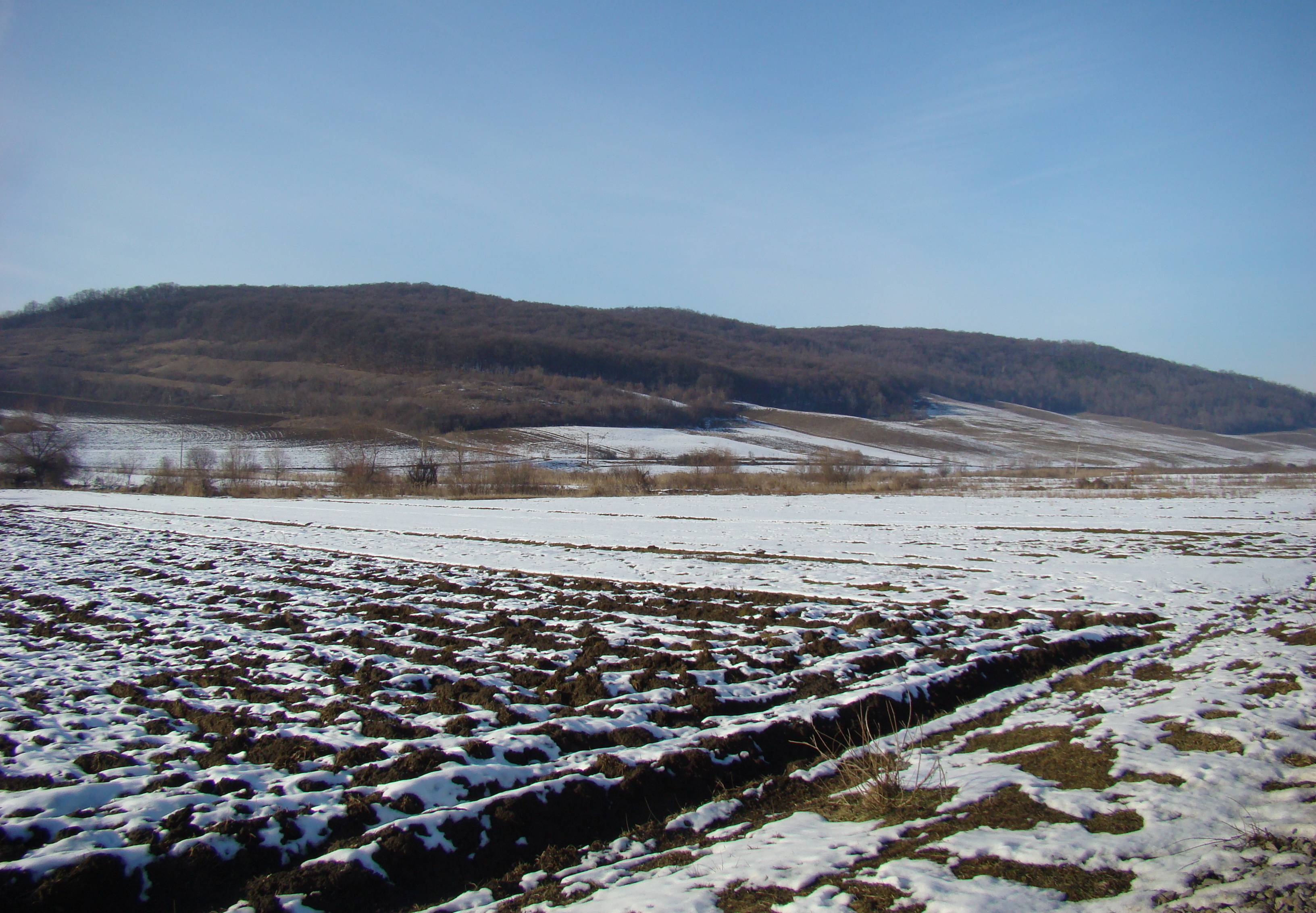
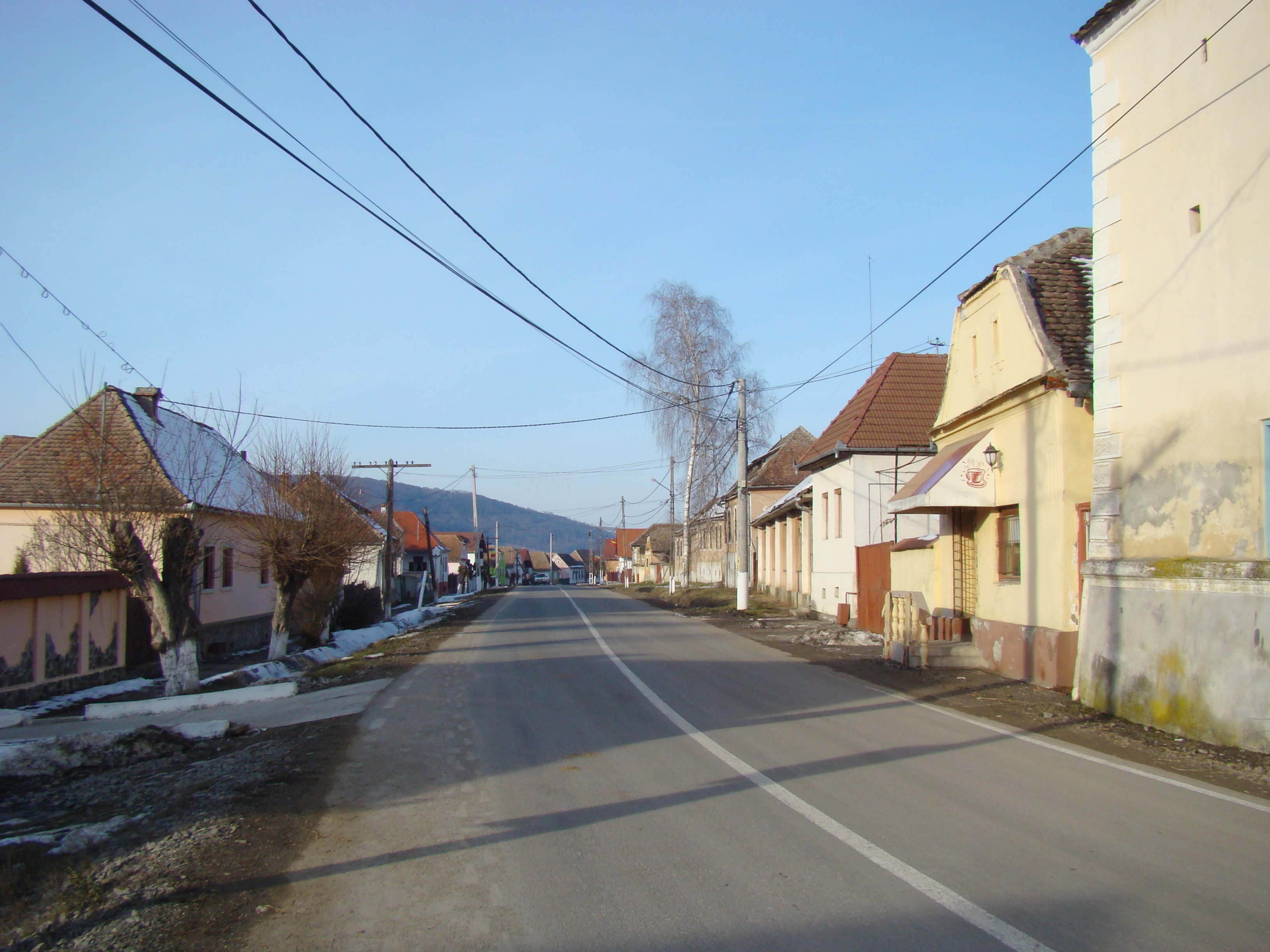
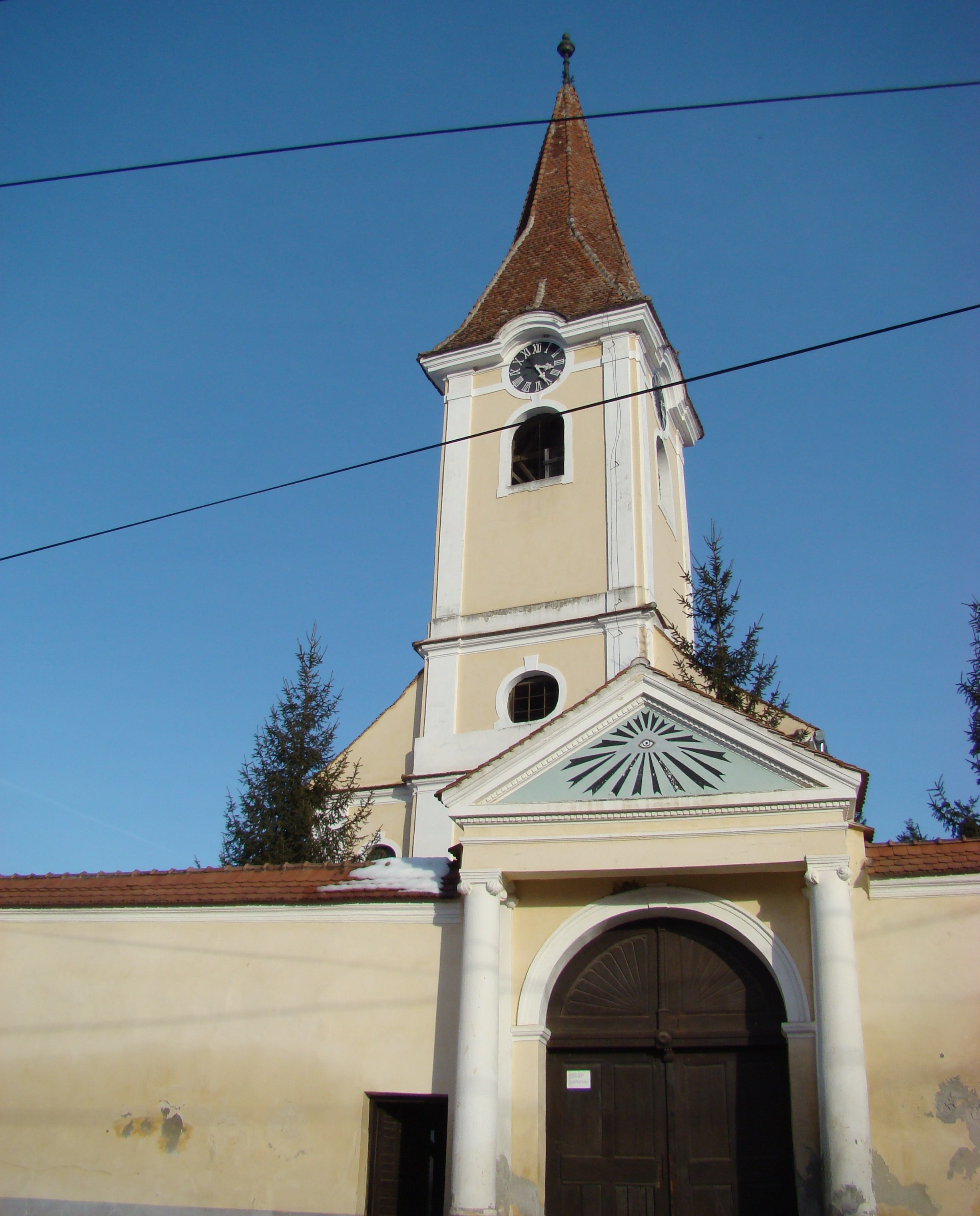
Turnul-clopotniță al bisericii evanghelice
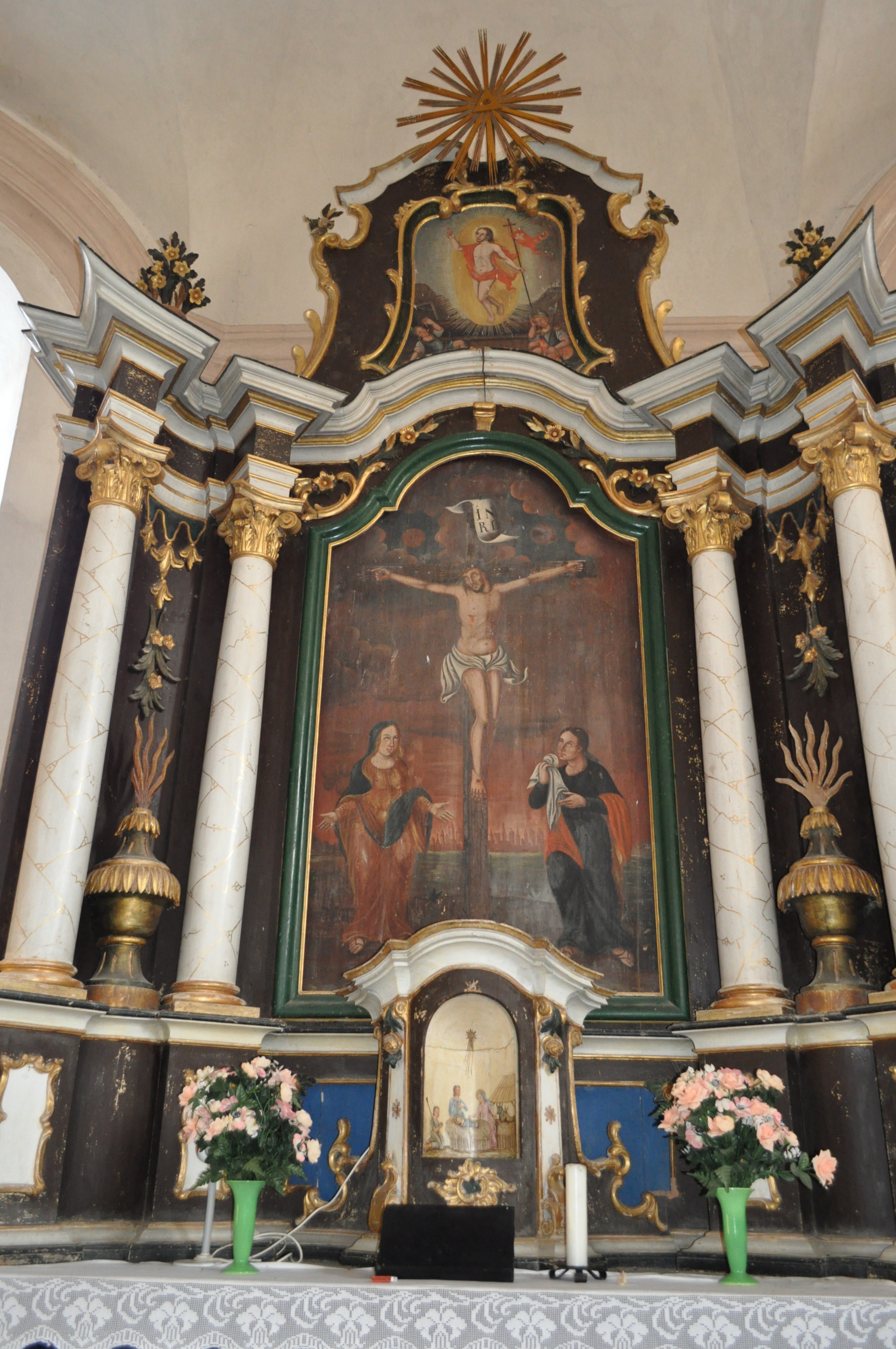
Altarul bisericii evanghelice
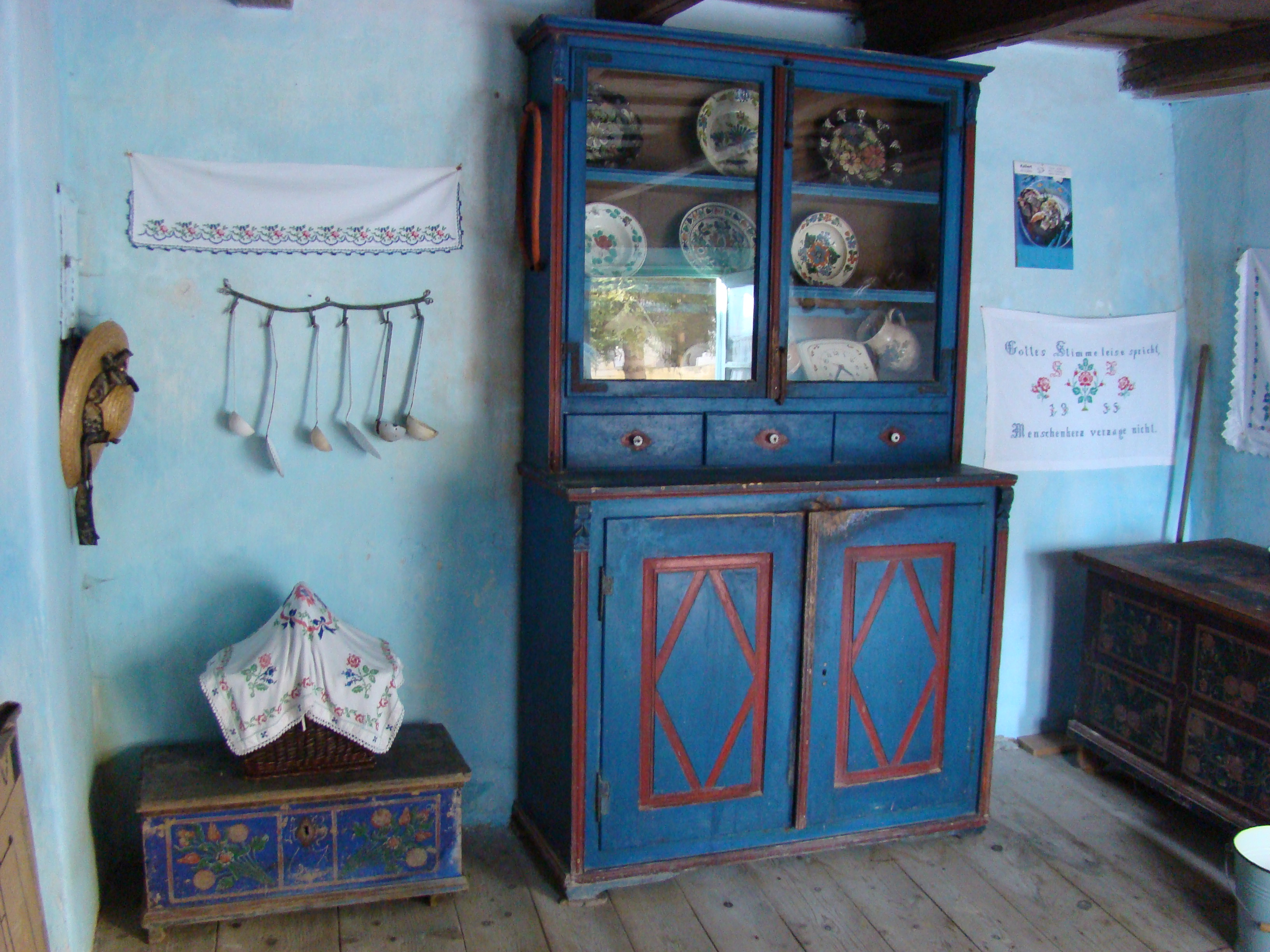
Încăpere din Muzeul etnografic săsesc
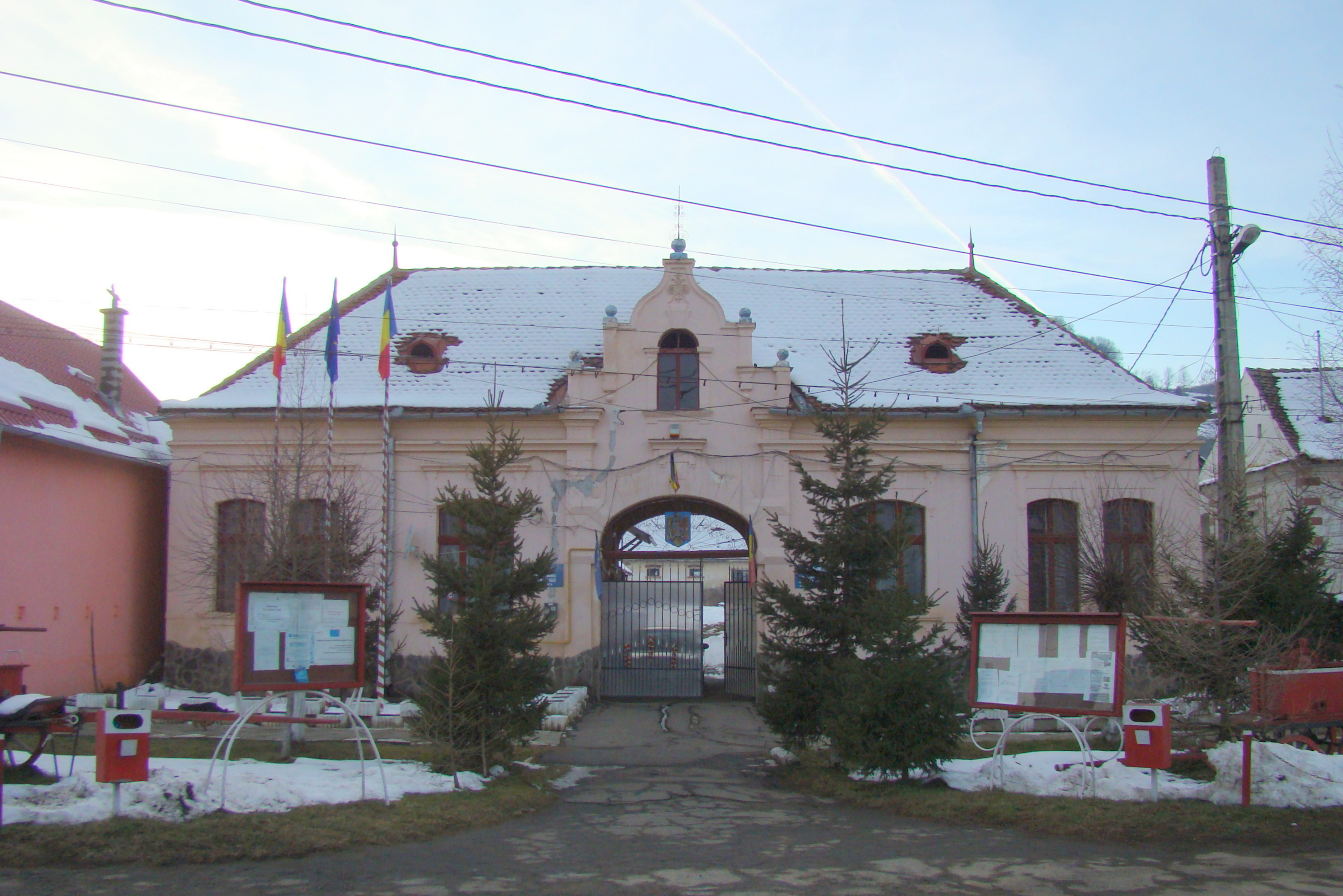
Primăria
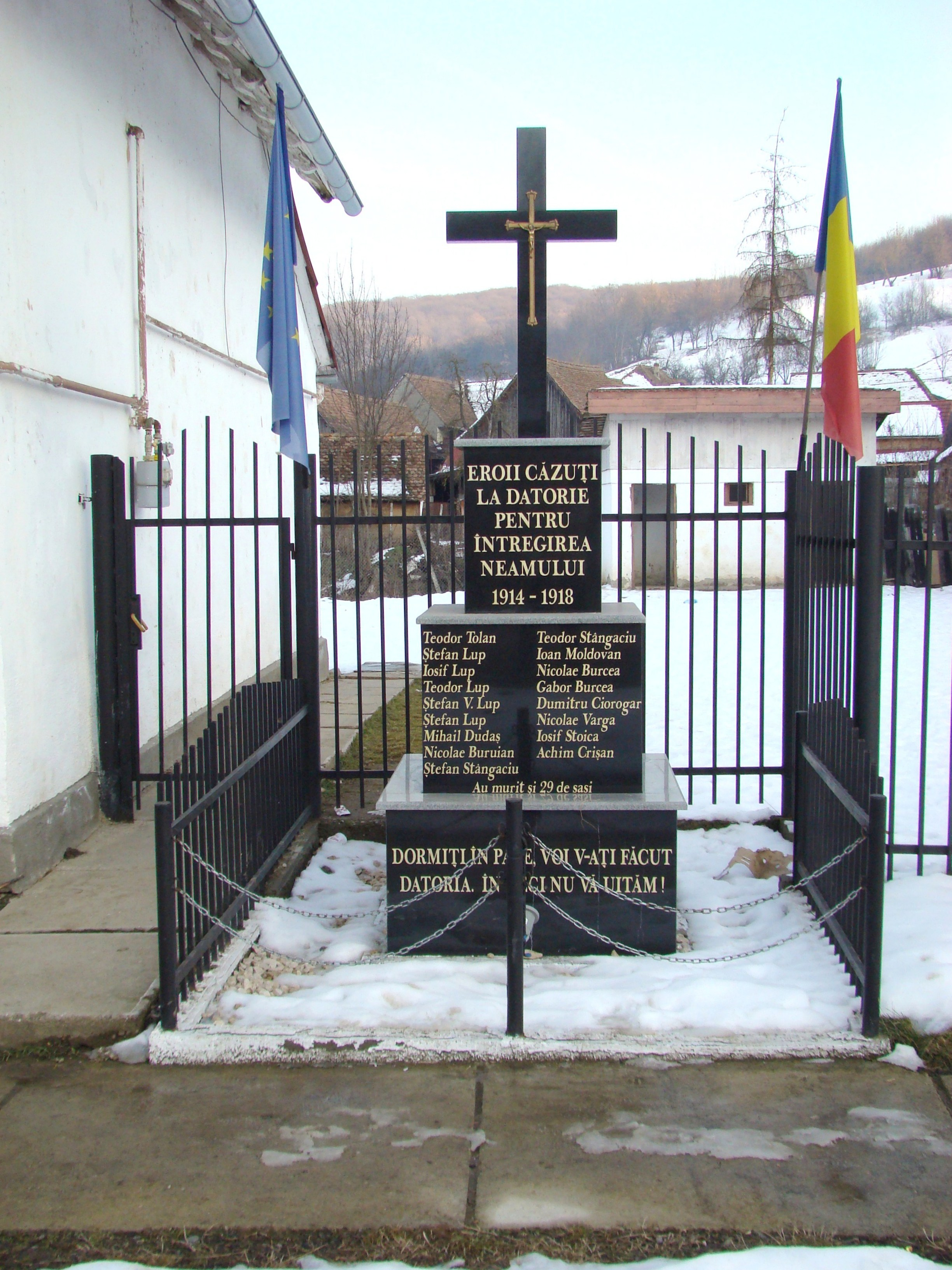
Monumentul Eroilor
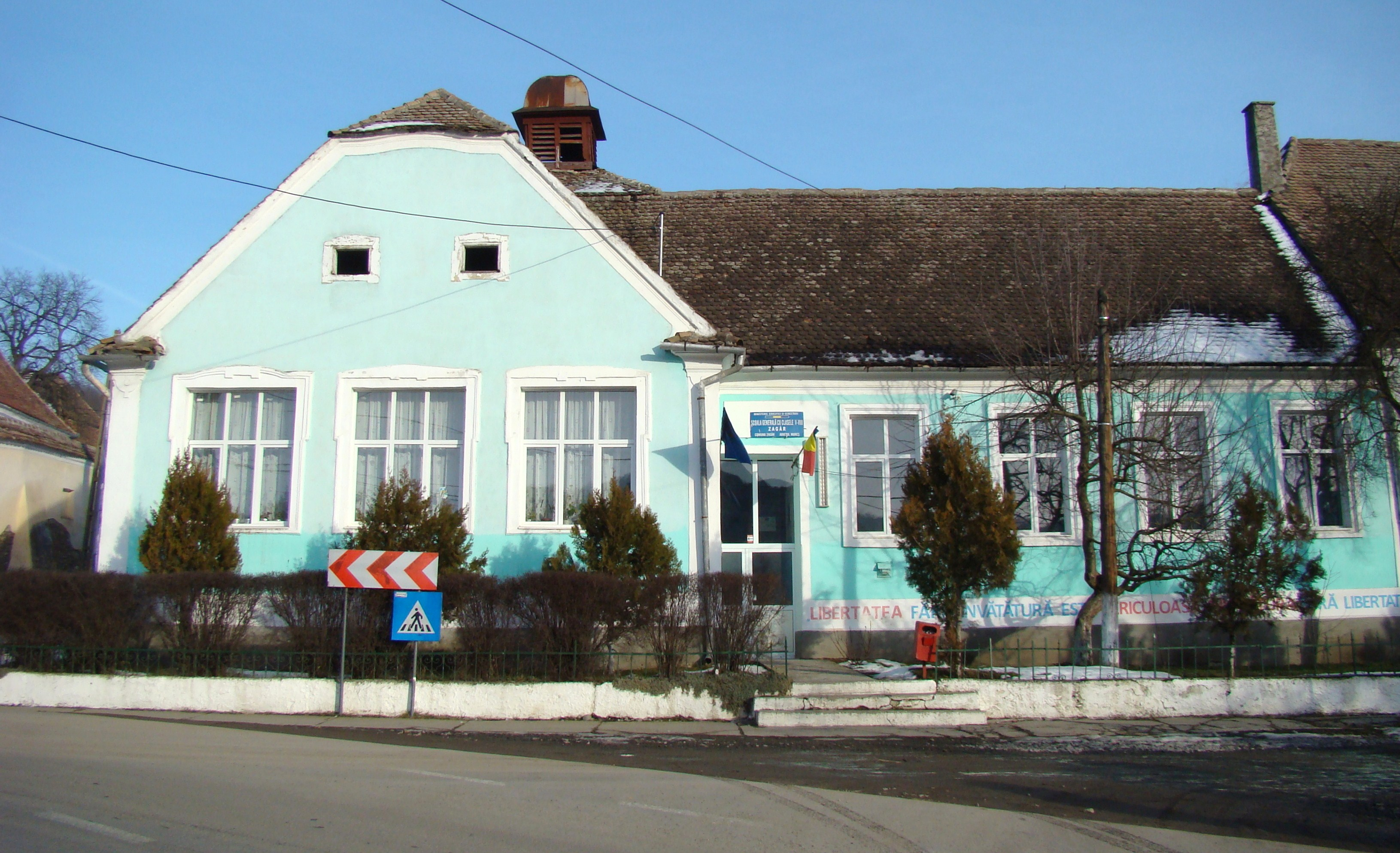
Școala
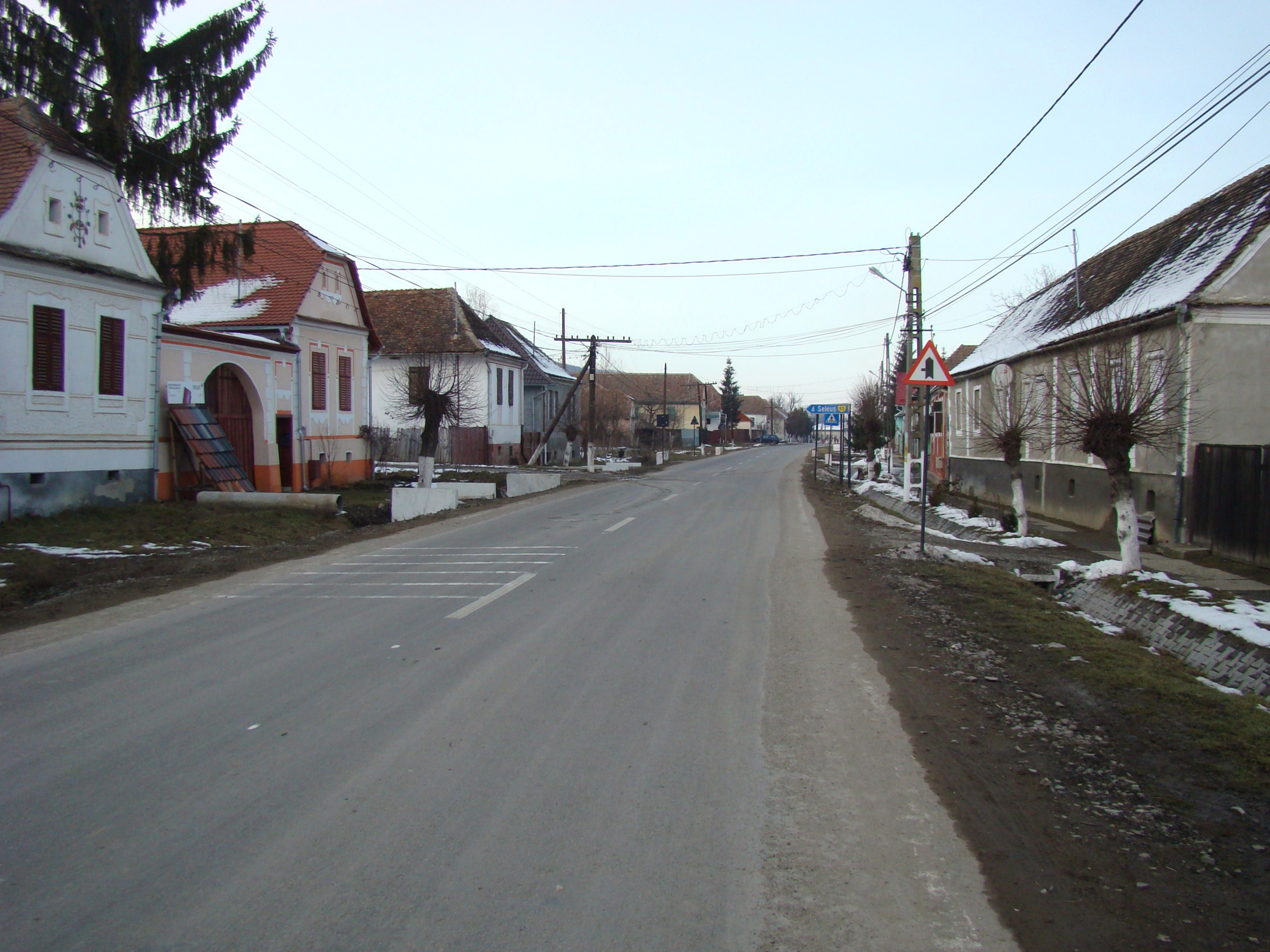